# Lista de membros de UHF
Esta é a lista de membros dos UHF, uma banda portuguesa de rock formada na Costa de Caparica, Almada, em 1978, por António Manuel Ribeiro (vocalista e guitarrista), Carlos Peres (baixista), Renato Gomes (guitarrista) e Américo Manuel (baterista). Alternando entre os quatro e os cinco elementos, a formação dos UHF foi sofrendo constantes alterações ao longo dos anos com músicos que gravitam em torno de António Manuel Ribeiro, líder, compositor maioritário das canções e o único membro fundador residente. Os ex-membros englobam 29 músicos e também dez convidados que participaram em digressões.
A primeira mudança na formação dos UHF deu-se após a gravação do disco de estreia Jorge Morreu (1979) em que o baterista Américo Manuel alegou incompatibilidades laborais e foi substituído por Zé Carvalho. Essa formação gravou o single "Cavalos de Corrida" e os quatro primeiros álbuns com vendas que passaram pelo primeiro lugar no top nacional. Na digressão do álbum Ares e Bares de Fronteira (1983) Carlos Peres anunciou a saída da banda por divergências devido à mudança precipitada de editora e realizou o último concerto, no dia 29 de outubro, no Porto. O lugar de baixista foi preenchido por José Matos que, por sua vez, foi substituído no ano seguinte por Fernando Delaere. Ainda em 1984, Zé Carvalho sofreu um grave acidente de viação e deixou a banda por incapacidade física para tocar bateria, sendo substituído por Luís Espírito Santo ao qual se seguiu Zé da Cadela. A gravação do primeiro álbum ao vivo do rock português, Ao Vivo em Almada - No Jogo da Noite, ocorreu em novembro de 1984 e contou com Manuel Hippo na bateria.
Em 1986, Renato Gomes foi o último membro da formação inicial a deixar o grupo por estar "saturado das tantas voltas a dar neste país tão pequeno." A guitarra foi entregue a Rui Rodrigues e Rui Beat Velez foi o baterista. No mesmo ano João Balão substituiu temporariamente o baixista Delaere. Na gravação dos álbuns Noites Negras de Azul e Em Lugares Incertos, ambos de 1988, o baterista Luís Espírito Santo regressou à banda e Xana Sin ocupou o baixo. Pedro Faro teve uma breve passagem como baixista em 1989 e Renato Júnior encarregou-se das teclas e saxofone. Novamentte com Xana Sin gravaram os álbuns Este Filme - Amélia Recruta e Julho 13 em 1990. O guitarrista Toninho e o baixista Nuno Espírito Santo protagonizaram nova mexida na formação no álbum Comédia Humana (1991). Após esse trabalho António M. Ribeiro retomou o seu projeto a solo e aproveitou para fazer mexidas na formação da banda. Em 1993 lançaram Santa Loucura, trabalho que contou com o guitarrista Rui Dias, o baterista Fernando Pinho e com o regresso de Delaere. No álbum 69 Stereo (1996) Rui Padinha entrou para guitarrista. Em 1997 António M. Ribeiro demitiu todos os membros por falta de comunicação e contratou músicos mais jovens proporcionando uma atitude musical mais coerente no plano de trabalho. Após alguns concertos com os baixistas Nando Lima e Nuno Canoche, entraram para a formação David Rossi (baixo), Marco Cesário (bateria), Jorge Manuel Costa (teclas) e António Côrte-Real, guitarrista e filho do líder da banda. Lançaram o álbum Rock É! Dançando Na Noite (1998).
As entradas de Ivan Cristiano (bateria) em 1999 e de Fernando Rodrigues (baixo) em 2000 – que substituiu o relâmpago Nuno Duarte – juntando-se a António M. Ribeiro e a António Côrte-Real, resultou na formação mais longa e mais estável da história da banda. O baixista Luís Simões 'Cebola' após participar como convidado em 2008  tornou-se membro integrante em 2013, substituindo Fernando Rodrigues que saiu nesse ano e regressou em 2015 para ocupar as teclas que estiveram a cargo de Nuno Oliveira desde 2008. Em 2020 Oliveira regressou às teclas como convidado, e tornou a sair Rodrigues. Em fevereiro de 2022 o baixista Cebola foi substituído por Nuno Correia e em março de 2023 Miguel Urbano entra para as teclas.

## Membros atuais
António Manuel Ribeiro
Atividade: 1978–presente
Instrumentos: vocal, guitarra e teclas
Contribuições na banda: Todos os lançamentos.
Ribeiro fundou a banda em novembro de 1978 juntamente com Carlos Peres, Américo Manuel e Renato Gomes. É o único membro fundador residente e o principal compositor e produtor do grupo. Em paralelo com os UHF Ribeiro mantém uma carreira a solo totalizando três álbuns de estúdio, uma coletanea e dois de formato mais reduzido. Além de cantor e músico é também escritor e autor irregular de várias crónicas para rádios e jornais. Lançou sete livros.
António Côrte-Real
Atividade: 1997–pesente
Instrumentos: guitarras solo e rítmica
Contribuições na banda: Todos os lançamentos a partir de Rock É! Dançando Na Noite (1998).
Filho de António Manuel Ribeiro, Côrte-Real cresceu inserido no ambiente musical. Iniciou a atividade nos Falso Alarme (1991–1993) seguindo-se os Finisterra (1992–1996), MKD (1993) e Sirius (1996–1999). Tornou-se músico profissional em 1996 e membro integrante dos UHF. Em atividade paralela fez parte da formação dos Cronic (2002–2003). Fundou as bandas Revolta em 2006, Corte–Real Trio em 2011 e União das Tribos em 2012. Fez parte do projeto Portugal Acústico (2010) que teve a parceria e vocalização de Ricardo Soler. Em 2021 celebrou 25 anos de carreira com o lançamento do álbum a solo XXV.
Ivan Cristiano
Atividade: 1999–presente
Instrumentos: bateria e vocal de apoio
Contribuições na banda: Convidado a participar na gravação do álbum Rock É! Dançando Na Noite (1998). Posteriormente tornou-se membro integrante com contribuições em todos os lançamentos.
Ivan iniciou a carreira como beatbox nos Black Company, em 1988, participando também com General D e Machine Gun Poetry. Como baterista estreou-se em 1992 nos Mindsnare (depois Bloodshed) e Sírius (depois Manga). Após participar como convidado em 1997, foi contratado para membro integrante dos UHF, em 1999, e em atividade paralela colaborou com os Lovedstone (depois Plastica) e The Lithium. Participou no álbum Amorexia (2008) dos Pó d'Escrer, e em 2010 cooperou com António Côrte-Real e Fernando Rodrigues nos discos Portugal Acústico e ACR3-Midnight in Lisbon. Foi convidado por Pedro e Os Lobos a participar nos álbuns Num Mundo Quase Perfeito (2014) e Este Chão Que Pisamos (2016). Em 2017 fundou juntamente com Bruno Rodrigues os Moksha Sound Journeys, sem desvincular-se dos UHF. Acompanhou instrumentalmente Hugo Edgar no álbum Terras do Destino (2018).
Nuno Correia
Atividade: 2022–presente
Instrumentos: baixo e vocal de apoio
Contribuições na banda: Novas Canções de Bem Dizer (2023).
Nuno Correia entrou na banda em fevereiro de 2022 substitíndo Cebola. Iniciou a carreira musical em 1988 e o seu percurso musical engloba as seguintes participações: Eddy Goltz & the Jazz Navigators, Doutores e Engenheiros, Capital Rock 93, Heróis do Rock, ¼ 100 Ninguém, Xanadú, Big Band Fernão Ferro, Paula Teixeira, Adelaide Ferreira, Timeless, Casual Attraction, Yellow Dog Conspiracy, Sabino, Toy, Pedro e os Apóstolos, Ruth Marlene, União das Tribos, Luís Moreno, Ricardo Gordo, Jesus Or A Gun, Luiz Arantes, Forgotten Suns, Secret Lie e Corvos.

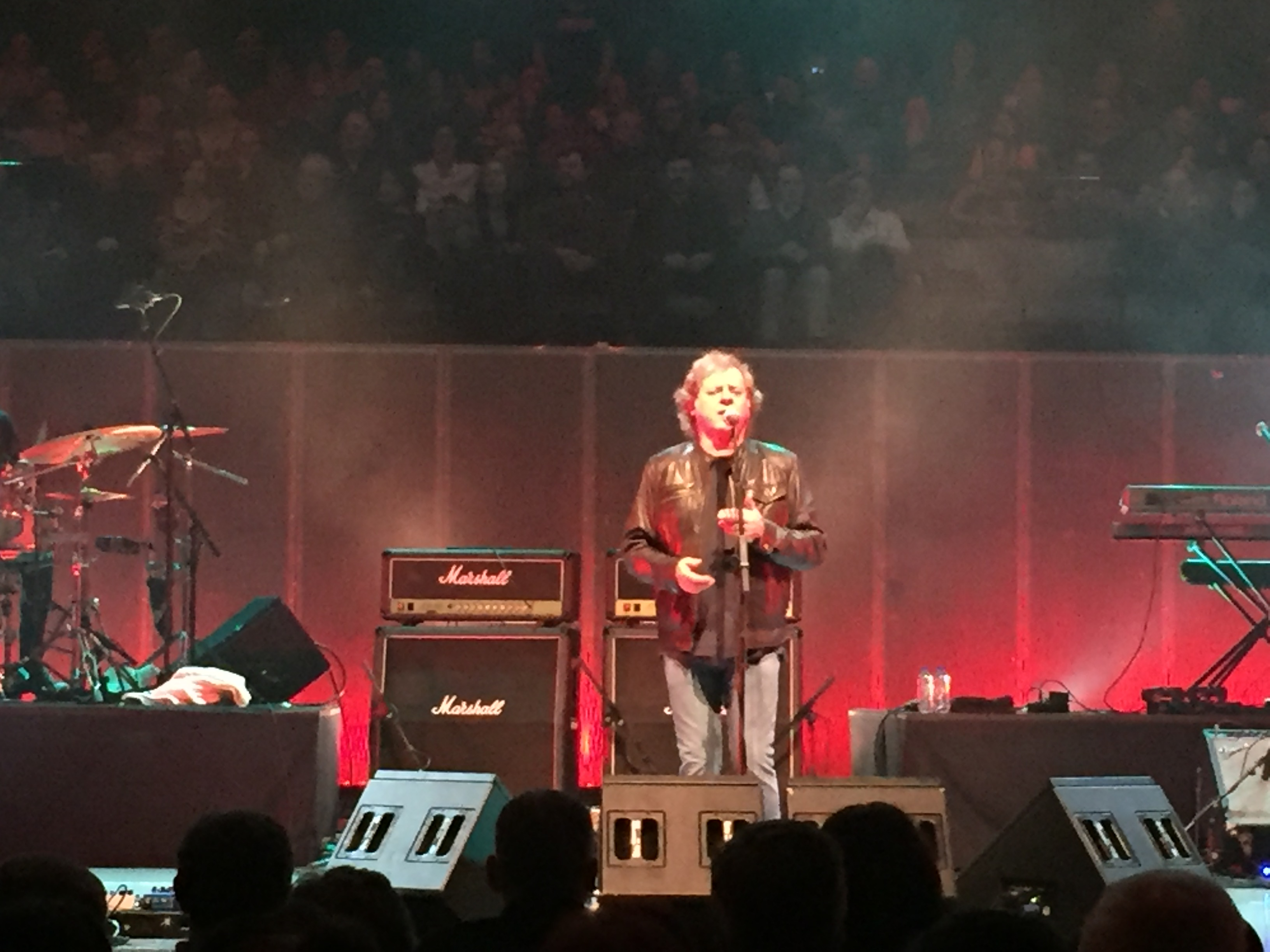
António Manuel Ribeiro Vocal e guitarra
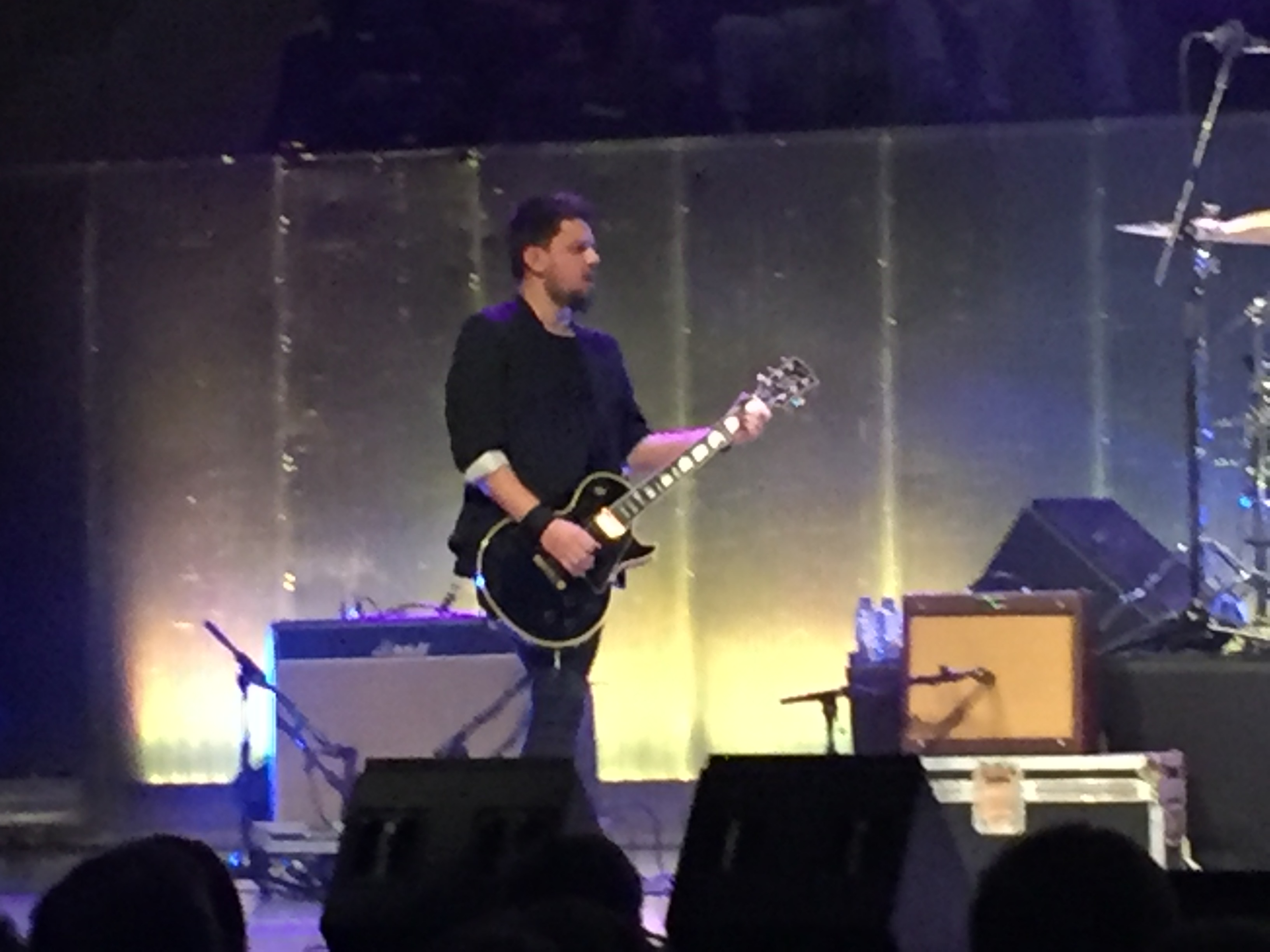
António Côrte-Real Guitarra
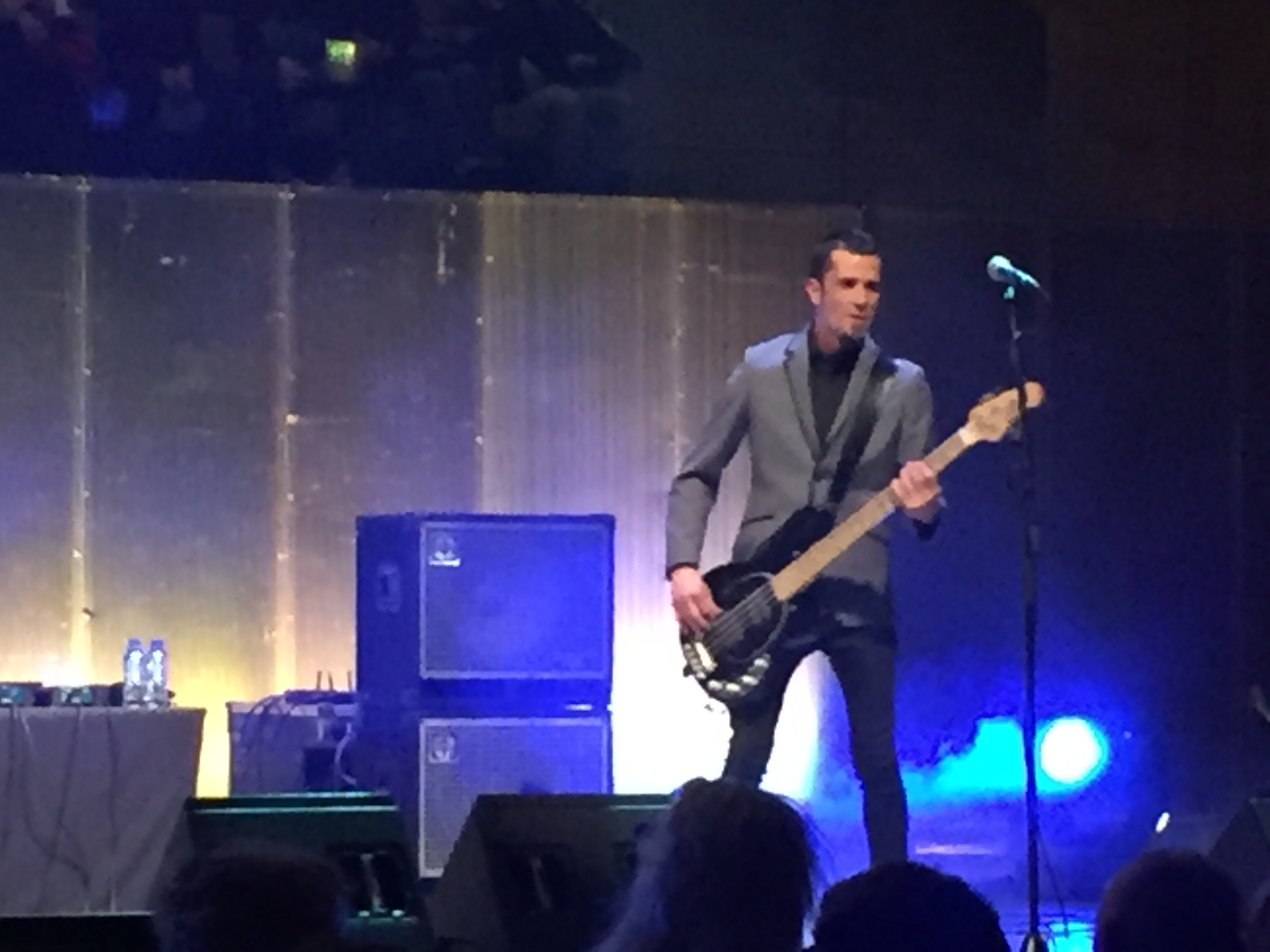
Cebola Baixo e vocal de apoio
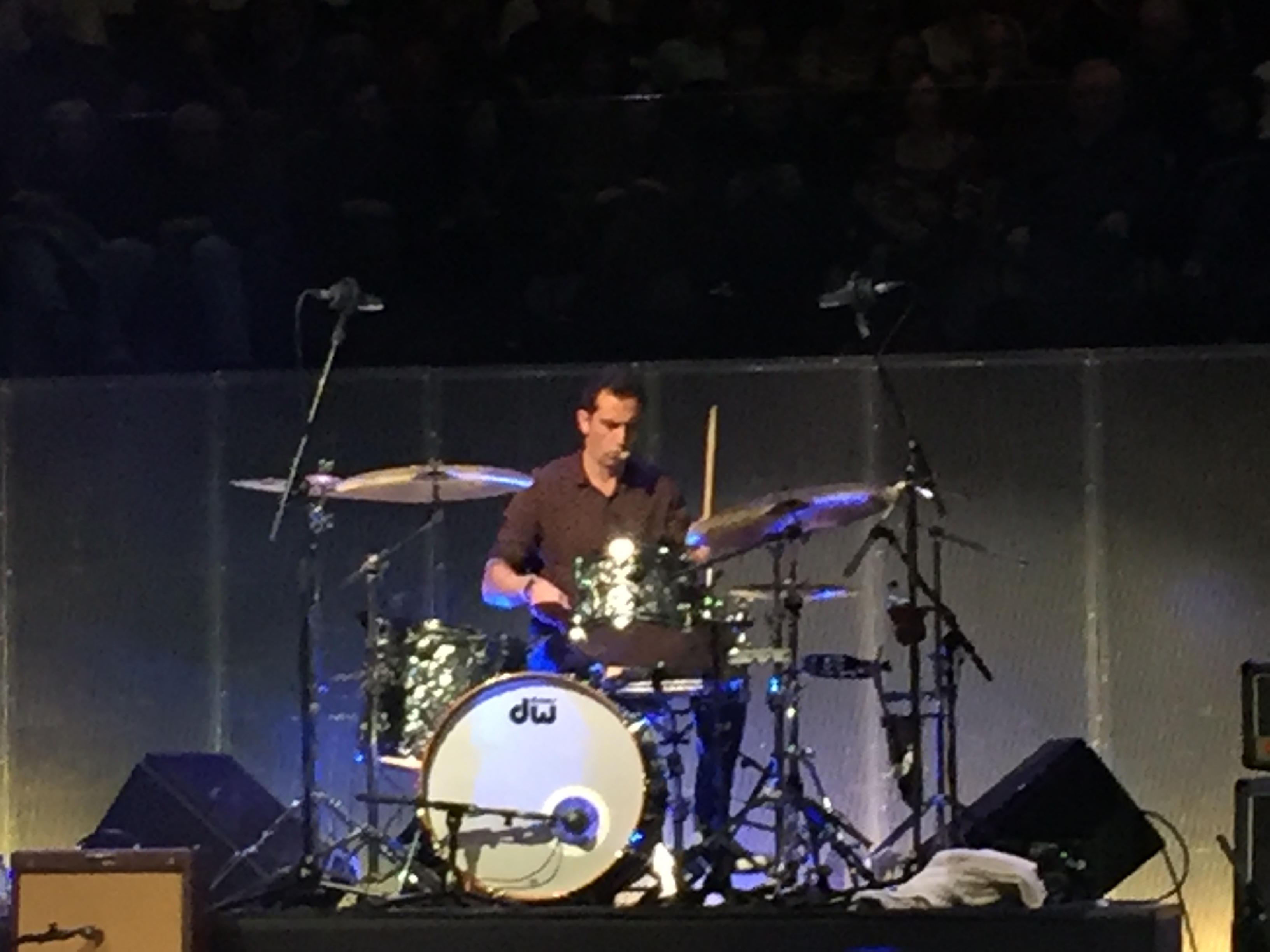
Ivan Cristiano Bateria e vocal de apoio

Concerto comemorativo dos 40 anos dos UHF, em 29 de dezembro de 2018, na Casa da Música, Porto.

## Ex-membros
Américo Manuel
- Atividade: 1978–1979
- Instrumentos: bateria
- Contribuições na banda: Jorge Morreu (1979)

Carlos Peres
- Atividade: 1978–1983
- Instrumentos: baixo e vocal de apoio
- Contribuições na banda: Todos lançamentos até Ares e Bares de Fronteira (1983)

Zé Carvalho
- Atividade: 1979–1984
- Instrumentos: bateria
- Contribuições na banda: Todos lançamentos de "Cavalos de Corrida" (1980) a "Puseste o Diabo em Mim"' (1984)

José Matos
- Atividade: 1983–1984
- Instrumentos: baixo
- Contribuições na banda: "Puseste o Diabo em Mim (1984)

Luís Espírito Santo
- Atividade: 1984, 1987–1992, 1995–1997
- Instrumentos: bateria
- Contribuições na banda: Todos os lançamentos de Noites Negras de Azul (1988) a Comédia Humana (1991) e de Cheio (O melhor de) (1995) a 69 Stereo (1996)

Zé da Cadela
- Atividade: 1984
- Instrumentos: bateria
- Contribuições na banda: Nenhuma

Manuel Hippo
- Atividade: 1984–1985
- Instrumentos: bateria
- Contribuições na banda: Ao Vivo em Almada - No Jogo da Noite (1985)

Fernando Deleare
- Atividade: 1984–1986, 1987, 1993–1997
- Instrumentos: baixo
- Contribuições na banda: Ao Vivo em Almada - No Jogo da Noite (1985) e todos os lançamentos de Santa Loucura (1993) a 69 Stereo (1996)

Renato Gomes
- Atividade: 1978–1986
- Instrumentos: guitarra
- Contribuições na banda: Todos os lançamentos até Ao Vivo em Almada - No Jogo da Noite (1985)

João Balão
- Atividade: 1986
- Instrumentos: baixo
- Contribuições na banda: Nenhuma

Rui Beat Velez
- Atividade: 1986–1987
- Instrumentos: bateria
- Contribuições na banda: Nenhuma

Rui Rodrigues
- Atividade: 1986–1990
- Instrumentos: guitarra
- Contribuições na banda: Todos os lançamentos de Noites Negras de Azul (1988) a  Julho, 13 (1990)

Xana Sin
- Atividade: 1987–1988, 1990
- Instrumentos: baixo e vocal de apoio
- Contribuições na banda: Noites Negras de Azul (1988), Em Lugares Incertos (1988), Este Filme - Amélia Recruta (1990) e Julho, 13 (1990)

Pedro Faro
- Atividade: 1989
- Instrumentos: baixo
- Contribuições na banda: Hesitar (1989)

Renato Júnior
- Atividade: 1989–1995
- Instrumentos: teclas e saxofone
- Contribuições na banda: Todos os lançamentos de Hesitar (1989) a Cheio (O melhor de) (1995)

Toninho
- Atividade: 1990–1992
- Instrumentos: guitarra
- Contribuições na banda: Comédia Humana (1991)

Nuno Espírito Santo
- Atividade: 1991–1992
- Instrumentos: baixo
- Contribuições na banda: Comédia Humana (1991)

Rui Dias
- Atividade: 1992–1994
- Instrumentos: guitarra
- Contribuições na banda: Santa Loucura (1993)

Fernando Pinho
- Atividade: 1993–1995
- Instrumentos: bateria
- Contribuições na banda: Santa Loucura (1993)

Rui Padinha
- Atividade: 1996–1997
- Instrumentos: guitarra
- Contribuições na banda: Cheio (O melhor de) (1995) e 69 Stereo (1996)

Jorge Manuel Costa
- Atividade: 1996–2002
- Instrumentos: teclas e saxofone
- Contribuições na banda: Todos os lançamentos de Rock É! Dançando Na Noite (1998) a Sou Benfica (1999)

Nando Lima
- Atividade: 1997
- Instrumentos: baixo
- Contribuições na banda: Nenhuma

Nuno Canoche
- Atividade: 1997–1998
- Instrumentos: baixo
- Contribuições na banda: Nenhuma

Marco Cesário
- Atividade: 1997–1999
- Instrumentos: bateria
- Contribuições na banda: Todos os lançamentos de Rock É! Dançando Na Noite (1998) a Sou Benfica (1999)

David Rossi
- Atividade: 1998–2000
- Instrumentos: baixo e vocal de apoio
- Contribuições na banda: Todos os lançamentos de Rock É! Dançando Na Noite (1998) a Sou Benfica (1999)

Nuno Duarte
- Atividade: 2000
- Instrumentos: baixo
- Contribuições na banda: Nenhuma

Fernando Rodrigues
- Atividade: 2000–2008, 2008–2013, 2015–2019
- Instrumentos: baixo, guitarra, teclas e vocal de apoio
- Contribuições na banda: Lançamentos a partir de Harley Jack (2003) até Aula Magna - 40 Anos Numa Noite (2020), exceto em  Duas Noites em Dezembro (2014) e O Melhor de 300 Canções (2015).

Nuno Oliveira
- Atividade: 2008–2015, 2020
- Instrumentos: teclas, guitarra e vocal de apoio
- Contribuições na banda: Todos os lançamentos de Porquê? (2010) a Uma História Secreta dos UHF (2015)

Luís Simões 'Cebola'
- Atividade: 2008, 2013–2022
- Instrumentos: baixo e vocal de apoio
- Contribuições na banda: Todos os lançamentos de A Minha Geração (2013) a Ao Vivo e À Flor da Pele (2022)

## Membros de digressão
Vitor Macaco
- Atividade: 1978
- Instrumentos: vocal
- Contribuições na banda: Nenhuma

Alfredo Pereira
- Atividade: 1979
- Instrumentos: guitarra
- Contribuições na banda: Nenhuma

Francis
- Atividade: 1983
- Instrumentos: guitarra
- Contribuições na banda: Nenhuma

José Neves
- Atividade: 1983
- Instrumentos: guitarra
- Contribuições na banda: Nenhuma

Gil
- Atividade: 1987
- Instrumentos: teclas
- Contribuições na banda: Nenhuma

Rui Beat Velez
- Atividade: 1989
- Instrumentos: bateria
- Contribuições na banda: Nenhuma

Rui Rodrigues
- Atividade: 1994–1995
- Instrumentos: guitarra
- Contribuições na banda: Todos os lançamentos de Noites Negras de Azul (1988) a  Julho, 13 (1990)

Alexandre Manaia
- Atividade: 2002
- Instrumentos: teclas
- Contribuições na banda: Nenhuma

Mário Lopes
- Atividade: 2002–2003
- Instrumentos: teclas
- Contribuições na banda: Nenhuma

## Formações
Notas
1. ↑   Convidado para vocalista
2. 1 2 3   Convidado para 2º guitarrista
3. 1 2 3   Single de inéditos
4. 1 2 3 4 5 6   Convidado para teclista
5. ↑   Convidado para 2º baterista
6. ↑   Convidado para guitarrista